# Asociación de Taekwondo de Nepal
La Asociación de Taekwondo de Nepal (NTA) es una federación deportiva internacional que rige el deporte del Taekwondo en Nepal, la NTA es miembro de Taekwondo Mundial, la Unión Asiática de Taekwondo y el Consejo Nacional de Deportes de Nepal. La NTA lidera la práctica del deporte de combate Taekwondo y promueve los valores y la herencia de este deporte coreano. El Taekwondo ha evolucionado mezclando los principios tradicionales con los modernos. Los valores reconocidos por sus practicantes son la fortaleza de este deporte, estos valores son: Superación personal, perseverancia, entrenar para desarrollar el carácter moral y la fuerza física, y mostrar respeto a sus compañeros. El deporte Taekwondo fue introducido en Nepal como una disciplina de artes marciales en 1983, por un grupo de practicantes de Taekwondo nepaleses liderados por el Sr. Deep Raj Gurung, Secretario General de la Asociación de Taekwondo de Nepal. El gobierno de Nepal pronto se dio cuenta de los beneficios de introducir el arte marcial del Taekwondo, para entrenar a las fuerzas de seguridad de la Policía de Nepal y el Ejército de Nepal. Posteriormente, el Taekwondo fue aceptado como una disciplina deportiva para cualquier ciudadano nepalés, ya sea militar o civil.